# Clara Bryant
Clara Bryant (* 7. Februar 1985 in Los Angeles, Kalifornien) ist eine US-amerikanische Anwältin und ehemalige Schauspielerin.

## Leben und Karriere
Ihren ersten Auftritt hatte die im Jahr 1985 im US-Bundesstaat Kalifornien geborene Bryant als Achtjährige, als sie in der Oper La Bohème ein Straßenkind darstellte. Ihren ersten Auftritt im Film- und Fernsehgeschäft hatte die Schülerin schließlich rund 15-jährig in einer Episode der Fernsehserie Chicago Soul, die unter anderem auch unter dem Namen Gabriel’s Fire bekannt ist. Noch im gleichen Jahr brachte sie es auf einen weiteren Kurzauftritt in einer Folge von Alles total normal – Die Bilderbuchfamilie, ehe sie 1992 ihre erste und bisweilen auch einzige Serienhauptrolle übernahm. Dabei stellte sie in der nur kurzlebigen Sitcom Billy den Charakter Annie MacGregor dar. Weitere Gastauftritte folgten 1992 in einer Episode von Roseanne und 1993 in einer Episode von Star Trek: Deep Space Nine, wo sie in die Rolle der Chandra schlüpfte. Das Kostüm, das sie in dieser einzigen Episode trug, wurde rund 14 Jahre später auf Ebay bei einer Versteigerung der „It’s A Wrap! sale and auction“-Gruppe für exakt 227,50 $ versteigert.
Nachdem sie ab Anfang der 1990er vorwiegend in Fernsehserien eingesetzt worden war, war sie ab Mitte der 1990er vermehrt in Filmproduktionen im Einsatz. Ihr eigentliches Filmdebüt gab sie dabei im 1994 veröffentlichten Film Danielle Steel – Nur einmal im Leben, wo sie allerdings nur in einer eher unwesentlichen Gastrolle zu sehen war. Noch im selben Jahr folgte ein weiterer Filmauftritt in Leslie’s Folly, einem rund 30-minütigen Kurzfilm, in dem sie allerdings bereits eine weitaus wesentlichere Rolle innehatte. Nach einer kurzen Abstinenz vom professionellen Schauspiel kehrte sie im Jahr 1997 mit einer Hauptrolle im Film Das Geheimnis der Mumie zurück auf den Bildschirm. Für ihre Rolle der Amy im international ausgestrahlten Film erhielt sie zusammen mit ihren beiden Schauspielkollegen Mario Yedidia und Adam Wylie eine Nominierung für den Young Artist Award in der Kategorie „Best Performance in a TV Movie or Feature Film – Young Ensemble“.
Zwei Jahre später war sie erneut in einer wesentlichen Rolle zu sehen, als sie in der italienisch-US-amerikanischen Koproduktion L’amante perduto die Nebenrolle der Dafi übernahm. Für ihre Leistungen im Film wurde sie 2000 erneut für einen Young Artist Award in der Kategorie „Best Performance in a Feature Film – Supporting Young Actress“ nominiert. Danach musste sie knapp weitere drei Jahre warten, ehe sie erneut auf den Bildschirm zurückkehrte, dabei allerdings ab dem Jahr 2002 gleich in mehreren Projekten aktiv war. Unter anderem war sie dabei im Film Ein Tag mit meinem Bruder neben dem aufstrebenden Shia LaBeouf in einer Hauptrolle zu sehen, für die sie 2003 auch einen Young Artist Award in der Kategorie „Best Performance in a TV Movie, Mini-Series or Special – Leading Young Actress“ bekam. Für ihre Rolle der Trudy „Tru“ Walker war Bryant sogar für einen Emmy vorgesehen, erhielt letztlich aber doch keine Nominierung.
Einen weiteren Filmauftritt konnte sie in Due East, als sie in der Haupt-/Nebenrolle der Mary Faith Rapple zu sehen war, ehe sie es noch im gleichen Jahr in des Cast von Buffy – Im Bann der Dämonen schaffte, wo sie bis 2003 in sieben verschiedenen Episoden als Molly, eine potentielle Vampirjägerin, zu sehen war. 2003 kam sie auch in jeweils einer Folge der beiden Serien Fastlane und Hack – Die Straßen von Philadelphia zum Einsatz, ehe weitere Jahre ohne nennenswerten Einsatz im Film- und Fernsehgeschäft folgten und sie sich stattdessen eher auf ihr Studium, das sie an der Columbia University mit dem Hauptstudiengang „Englisch“ hatte, konzentrierte. Erst 2006 war sie schließlich wieder in einer Fernsehserie (Numbers – Die Logik des Verbrechens) zu sehen. 2007 folgte eine weitere Nebenrolle im Horror-Sci-Fi-Film The Bone Eater, was gleichzeitig auch die letzte namhafte Produktion darstellt.
Nachdem sie die Dreharbeiten zu The Bone Eater beendet hatte, beschloss Clara Bryant, sich von der Schauspielerei zurückzuziehen. Clara absolvierte die University of Georgia Law School und die Columbia University.
Mittlerweile arbeitet Clara als Anwältin bei The Sperling Law Group, P.C. und lebt in Atlanta, Georgia.

## Filmografie

### Filmauftritte (auch Kurzauftritte)
- 1994: Danielle Steel – Nur einmal im Leben (Once in a Lifetime, Fernsehfilm)
- 1994: Leslie’s Folly (Kurzfilm)
- 1997: Das Geheimnis der Mumie (Under Wraps, Fernsehfilm)
- 1999: L’amante perduto
- 2002: Ein Tag mit meinem Bruder (Tru Confessions, Fernsehfilm)
- 2002: Due East (Fernsehfilm)
- 2007: The Bone Eater (Bone Eater, Fernsehfilm)

### Serienauftritte (auch Gast- und Kurzauftritte)
- 1991: Gabriels Feuer (Gabriel’s Fire, 1 Folge)
- 1991: Alles total normal – Die Bilderbuchfamilie (True Colors, 1 Folge)
- 1992: ABC TGIF (1 Folge)
- 1992: Billy (13 Folgen)
- 1992: Roseanne (1 Folge)
- 1993: Bob (1 Folge)
- 1993: Star Trek: Deep Space Nine (1 Folge)
- 2002–2003: Buffy – Im Bann der Dämonen (Buffy the Vampire Slayer, 5 Folgen)
- 2003: Fastlane (1 Folge)
- 2003: Hack – Die Straßen von Philadelphia (Hack, 1 Folge)
- 2006: Numbers – Die Logik des Verbrechens (Numb3rs, 1 Folge)

## Nominierungen und Auszeichnungen

### Nominierungen
- 1998: Young Artist Award in der Kategorie „Best Performance in a TV Movie or Feature Film – Young Ensemble“ zusammen mit Mario Yedidia und Adam Wylie für ihr Engagement in Das Geheimnis der Mumie
- 2000: Young Artist Award in der Kategorie „Best Performance in a Feature Film – Supporting Young Actress“ für ihr Engagement in L’amante perduto (engl. The Lost Lover)

### Auszeichnungen
- 2003: Young Artist Award in der Kategorie „Best Performance in a TV Movie, Mini-Series or Special – Leading Young Actress“ für ihr Engagement in Ein Tag mit meinem Bruder